# Charles H. Roe

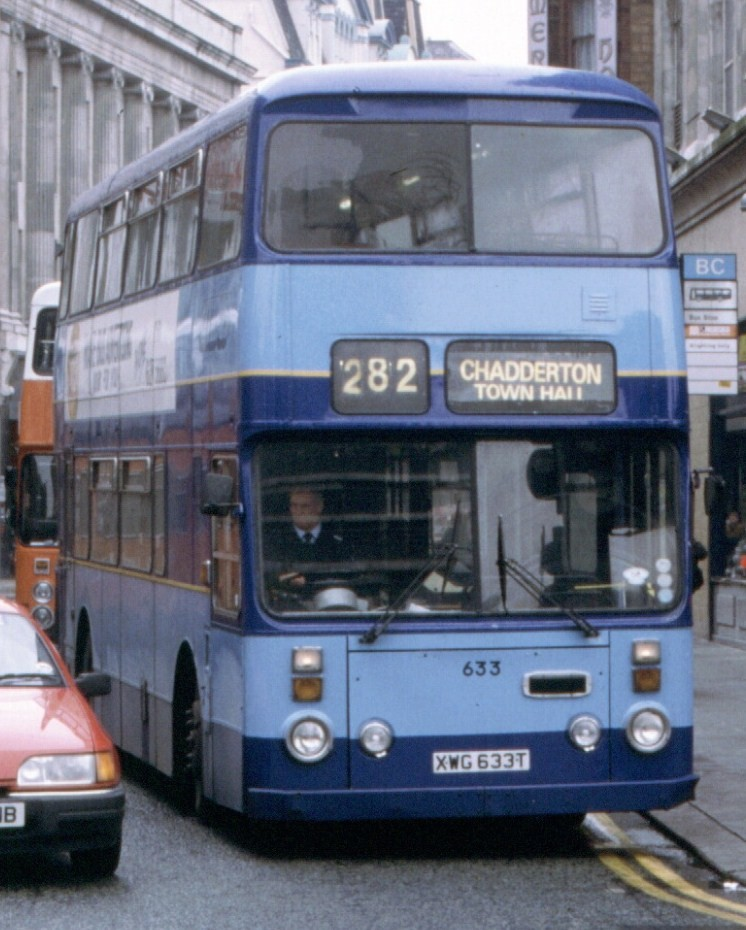
Ein Leyland Atlantean AN68A/1R mit Karosserie von Roe in Manchester

Charles H. Roe Ltd. war ein Karosseriebauunternehmen in Yorkshire, das unter diesem Namen von 1917 bis 1984 existierte und die meiste Zeit seiner Existenz in den Crossgates Carriage Works in Leeds, Vereinigtes Königreich, tätig war. Das Unternehmen wurde 1947 von Park Royal Vehicles übernommen, existierte aber mit dem eigenen Namen unter verschiedenen Besitzern weiter, bis es 1984 geschlossen wurde.

## Geschichte
Charles Henry Roe war ein Karosseriebauer, Konstrukteur, Ingenieur und Unternehmer. Er wurde am 22. Mai 1887 in York geboren, wo sein Vater in der Waggonfabrik der North Eastern Railway arbeitete und zum Vorarbeiter aufstieg. Roe absolvierte seine Lehre im Zeichenbüro der Waggonfabrik und erhielt nach dem Berufsabschluss im Jahre 1912 eine Stelle als Zeichner im Werk Wakefield des Rollmaterialherstellers Charles Roberts and Company. Nach einem Jahr zog er nach Leeds, wo er Assistent des Chefingenieurs der Railless Electric Traction Company (RET) wurde, die zu den ersten Unternehmen gehörte, die Oberleitungsbusse bauten.
Nach Ausbruch des Ersten Weltkriegs kam die Obus-Fertigung zum Erliegen, weil ein Großteil der in den Fahrzeugen verwendeten Ausrüstungsteile aus deutscher Produktion stammten. RET musste Konkurs anmelden und wurde von den Short Brothers aus Rochester übernommen, die das Unternehmen aus der Konkursmasse kauften. Der neue Name des Unternehmens war je nach Quelle entweder Railless Ltd. oder R.E.T. Company Ltd. Die Niederlassung in Leeds wurde beibehalten und beschäftigte Charles H. Roe weiter, bis er 1917 aus dem Unternehmen ausschied und sein eigenes Ingenieur- und Karosseriebau-Unternehmen auf dem Areal seines früheren Arbeitgebers gründete.
Das Unternehmen war erfolgreich und wuchs, sodass ein neues größeres Fabrikareal gesucht werden musste. Roe wusste von einer Munitionsfabrik im Stadtteil Cross Gates in Leeds, welche die Regierung nicht mehr nutzte. Um dieses große Gelände mit dem modernen Fabrikgebäude und Landreserven zu erwerben, ließ er am 26. Mai 1920 die Charles H Roe Limited ins Handelsregister eintragen. Das Unternehmen hatte ein Kapital von 5850 Pfund.
Die Rezession zu Beginn der 1920er-Jahre trieb das Unternehmen 1921 in den Konkurs, weil es zu wenig Kapital hatte und die Auftraggeber im Verzug mit ihren Zahlungen waren. Nach dessen freiwilligem Auflösung im November 1922 kaufte Roe als Privatperson die nach Erfüllung aller Verbindlichkeiten in der Konkursmasse verbliebenen Vermögenswerte für 1140 Pfund zurück. Er gründete 1923 die Charles H Roe (1923) Ltd., diesmal mit einem um ein Drittel auf 8500 Pfund erhöhtem Kapital. Fünf Jahre nach der Auflösung der ersten Charles H. Roe Ltd. wurde 1934 das (1923) im Namen gestrichen, sodass das zweite Unternehmen mit dem Namen Charles H. Roe Ltd. entstand. Gleichzeitig wurde das Aktienkapital auf 12.000 Pfund erhöht.
Im Jahr 1945 stieg das nominale Aktienkapital der Charles H. Roe Ltd. auf 108.000 Pfund und der Wert des Werks wurde auf 98.000 Pfund beziffert. Bereits 1939 traten English Electric und Metro Cammell Weymann an Roe heran zwecks eines Zusammenschlusses oder einer Übernahme des Unternehmens, auch Mumford aus Lydney in Gloucestershire interessierte sich für Roe, aber alle Gespräche verliefen erfolglos. Erst 1947 erwarb Park Royal Vehicles eine Mehrheitsbeteiligung an der Charels H. Roe Ltd. Im Vorstand von Roe nahmen drei Direktoren von Park Royal Einsitz und Charles H. Roe trat in den Vorstand von Park Royal ein. Zwei Jahre später wurde Park Royal von Associated Commercial Vehicles (ACV), der damaligen Muttergesellschaft von AEC, Crossley und Maudslay, übernommen.
Charles H. Roe trat 1952 als Geschäftsführer zurück, blieb jedoch als Vorsitzender des Verwaltungsrates im Unternehmen.
1962 fusionierte ACV mit Leyland Motors und bildete die Leyland Motor Corporation (LMC). Der Gründer von Charles H. Roe zog sich 1962 als Vorsitzender des Verwaltungsrates zurück und starb 1965. Im selben Jahr tauschte LMC 30 % ihrer Park-Royal- und Roe-Aktien gegen Aktien der Unternehmen Bristol Commercial Vehicles und Eastern Coach Works, die beide im Besitz der Transport Holding Company (THC) waren. Die THC war eine staatliche Holdinggesellschaft für ÖPNV-Busbetreiber. Sie wurde 1969 mit dem ebenfalls in diesem Segment tätigen Betriebszweig von British Electric Traction (BET) zur National Bus Company (NBC) zusammengeführt.
Anfang der 1970er-Jahre brachte Leyland seine Beteiligungen an den Herstellern Bristol, ECW, Park Royal und Roe in die Bus Manufacturers (Holdings) Ltd. (BMH) ein, die durch Verkauf der Hälfte des Kapitals an NBC zu einem Joint Venture wurde. Den Erlös verwendete Leyland Anfang der 1970er-Jahre zum Aufbau der neuen Fabrik in Workington, welche die Fertigung des Leyland Nationals übernahm und ebenfalls in den Joint Venture eingebracht wurde. British Leyland kaufte 1982 die Anteile von NBC an der BMH zurück. Weil Leyland durch den Niedergang der Tochtergesellschaft Austin finanziell saniert werden musste, wurde das nicht mehr rentable Werk von Roe im September 1984 geschlossen. Im folgenden Jahr begannen ehemalige Mitarbeiter von Roe mit Unterstützung der Yorkshire Enterprise Ltd. unter dem Namen Optare erneut mit dem Karosseriebau in den alten Werkshallen von Roe.

## Fahrzeuge
Die Charles H. Roe Ltd. baute hauptsächlich für die ÖPNV-Betriebe von Yorkshire sehr dauerhafte Karosserien, die aber auch bei anderen Betreibern von Omnibussen, Oberleitungsbussen und Reisebussen Verwendung fanden. Weiter wurden auch Karosserien für Autos und Lastkraftwagen sowie einige wenige Wagenkasten für Eisenbahnwagen und Straßenbahnen gebaut.

### Railless Electric Traction Company

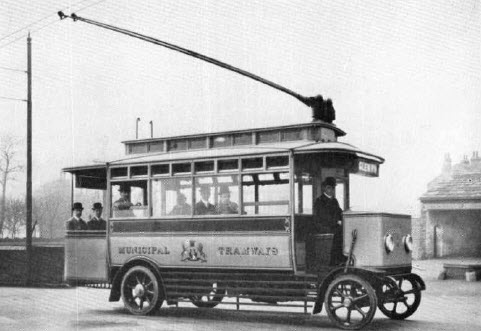
RET-Obus in Bloemfontein

Noch ohne eigenes Unternehmen entwickelte Charles H. Roe bei Railless Electric Traction Company (RET) einen Antriebsstrang für O-Busse, der auf störungsanfällige Ketten verzichtete. Die beiden Fahrmotoren wurden längs in den Bus eingebaut und trieben über zwei Kardanwellen je ein Rad der Hinterachse an. Roe konstruierte leichte Aufbauten für die RET-Wagen, die aus einem stahlblechbeplankten Teakholz-Rahmen bestanden. Zu den Kunden der von Roe entwickelten Wagen gehörten die Obus-Systeme im südafrikanischen Bloemfontein, in Shanghai und in Ramsbottom, einer Stadt in Greater Manchester. Die Fahrzeuge in Ramsbottom waren die einzigen, die mit Stahl- statt Holzrahmen ausgestattet waren.

### Charles H. Roe
Als Einzelunternehmer baute Charles H. Roe seiner Karosseriebau-Werkstatt eine breite Palette von Produkten, die von einfachen Pritschenanhängern für Zugmaschinen über Lastwagen-Aufbauten mit Kühlanlage für Fischverkäufer bis zu Char-à-Bancs-Karosserien für das Ford Modell T reichten, die daraus eine Art Kleinbus machten. Ein weiteres Patent von Roe betraf ein Kippmulde mit Unterteilungen, die es ermöglichten, verschiedene Ladungen in derselben Fuhre voneinander getrennt zu halten. Roe baute für Railless Ltd. die Karosserien der Oberleitungsbusse für Teesside und York.

### ErsteCharles H. Roe Ltd.
Im Werk Cross Gates entstanden Doppeldeckeraufbauten für Oberleitungsbusse, die nach Birmingham und Teesside geliefert wurden – die Fahrgestelle stammten von Railless Ltd. und von Straker-Clough. Weitere Produkte waren Char-à-Bancs auf Fahrgestellen von Leyland, Thornycroft und Fiat sowie eine elegante Limousine auf einem Lancia-Fahrgestell.

### Charles H. Roe (1923) Ltd.

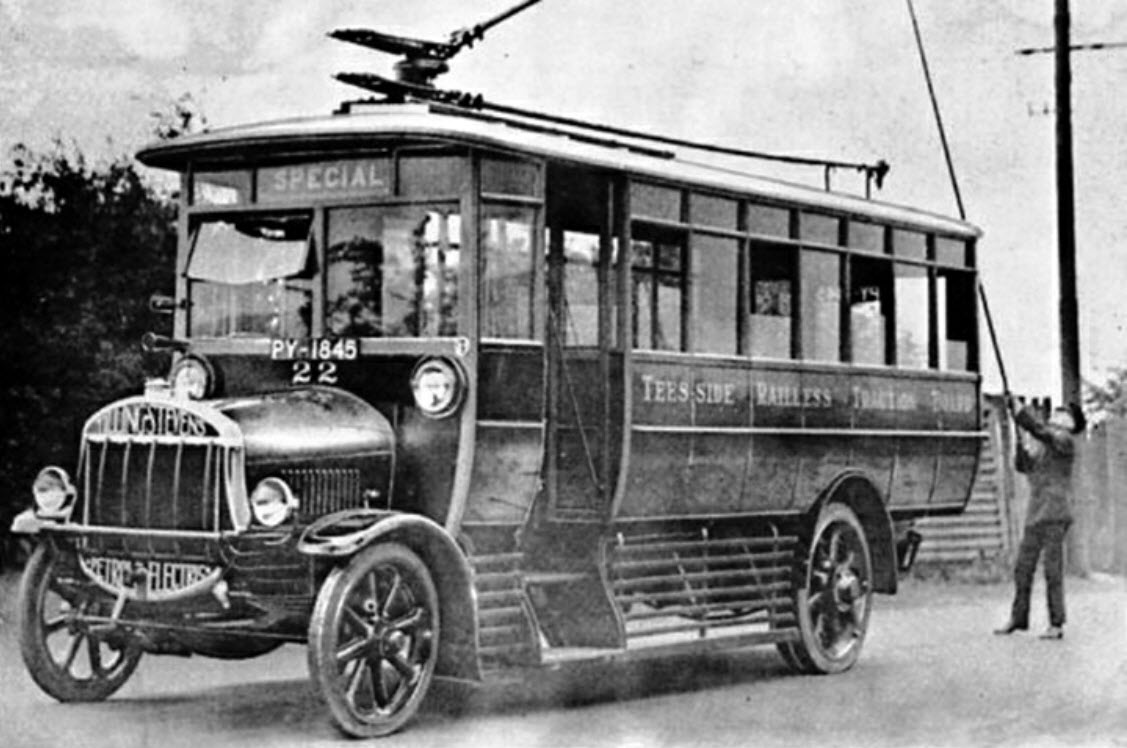
Duo-Bus von Tilling-Stevens für Teesside, 1924 gebaut, Aufbau von Roe

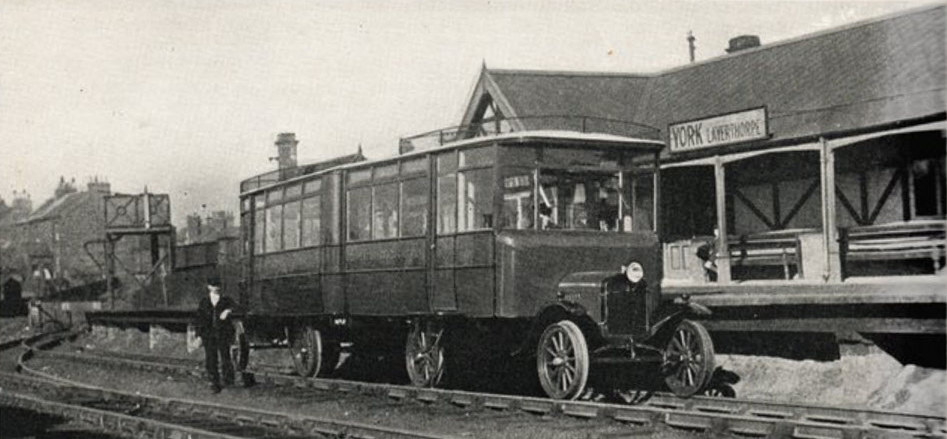
Die beiden Schienenbusse der Derwent Valley Light Railway

Anfang der 1920er-Jahre gewann die Fertigung von Motorbus-Karosserien gegenüber denjenigen für Oberleitungsbusse und Char-à-Bancs an Bedeutung. Wie bei den Oberleitungsbussen wurde auch bei den Kraftomnibussen ein großer Teil der Karosseriearbeiten entweder vom Fahrgestellhersteller selbst oder von einer Handelsfirma in Auftrag gegeben.
Roe führte auch Spezialaufträge aus, wie zum Beispiel die Karosserie für einen Duo-Bus von Tilling-Stevens für Teesside oder zwei 18-plätzige Schienenbusse für die Derwent Valley Light Railway. Sie bestanden aus einem Ford T-Chassis mit Eisenbahnrädern, das einen Aufbau für 18 Sitzplätze trug. Normalerweise verkehrten die Schienenbusse Rücken an Rücken gekoppelt, wobei nur der Motor des führenden Schienenbusses benutzt wurde.
Ab 1925 erhielt Roe Aufträge direkt von städtischen Busunternehmen, von denen viele zuvor bereits Endkunden von Aufbauten waren, die Roe als Subunternehmer für einen anderen Hersteller baute. Dies was nicht zuletzt auf die guten Kontakte von Charles H. Roe zu den Endkunden zurückzuführen, denen er erlaubte, die Aufbauten während der Bauphase zu inspizieren. Kunden waren die Städte Ramsbottom, Rotherham, Northampton, Doncaster, Leeds, Oldham, Bradford und das Teesside.
Die ersten Doppelstock-Motorbusse wurden 1925 für Doncaster auf AEC-Fahrgestellen gebaut, ein Jahr später baute Roe 30 Fuß lange, sechsrädrige Doppelstockbusse für Oldham auf Guy-Fahrgestellen. Anders als in London verlangten damals alle Roe-Doppelstockbus-Kunden Karosserien mit geschlossenem Oberdeck. Mitte der 1920er-Jahre begann Roe auch mit dem Bau von geschlossenen Limousine-Karosserien, die häufig auf Fahrgestelle montiert wurden, die zuvor Char-à-Bancs-Aufbauten trugen.
Das Unternehmen entwickelte den Busbau weiter. 1928 wurde eine Patent für eine durchgehend bearbeitete auf halber Höhe der Karosserie umlaufende Teakholz-Gurt angemeldet. Er war so konstruiert, dass er mit den vertikalen Teakholzpfosten und den Stahlverstärkungsstreifen ineinander griff und diese nach der Montage auch mit den Außenwänden verband; man könnte sie durchaus als frühes Beispiel für eine Karosserie-Baukastensystem bezeichnen.
In den späten 1920er-Jahren konnten die Fahrgestellhersteller Albion Motor Car und Crossley Motors als neue Kunden für Aufbauten gewonnen werden.
1930 wurde ein weiteres Patent eingereicht. Es betraf einen Doppeldeckerbus mit zentralem Einstieg und einer charakteristischen Treppe, die in Querrichtung zwei Stufen zu einem breiten Podest anstieg und sich dann in nach vorne und hinten ansteigende Längstreppen zum Oberdeck verzweigte. Roe baute bis 1950 Karosserien in diesem Stil.

### ZweiteCharles H. Roe Ltd.
1935 wurde auf Anregung des Fahrgestellherstellers AEC ein neuer Doppeldeckerbus gebaut, der auf der Commercial Motor Show gezeigt wurde. Der Bus hatte ein schnittige, stromlinienförmige Form und ein Fahrerhaus über die gesamte Breite. Die Karosserie saß auf einem neu entwickelten patentierten Stahlrahmen. Eine Sicherheitstreppe  (englisch Safety Staircase) führte von der hinteren Plattform in den oberen Stock. Zwei breite Podeste ermöglichten den aussteigenden Fahrgästen die einsteigenden zu kreuzen. Durch die Anordnung gingen im Vergleich zu den in London und Birmingham verwendeten geraden Treppenläufen weniger Sitzplätze verloren, ragte aber weniger in die Einstiegsplattform hinein als die oft verwendete Anordnung ähnlich einer Wendeltreppe. Die Sicherheitstreppe wurde zum Standardmerkmal aller nachfolgenden Roe-Doppelstockwagen für Leeds und andere Städte; bis zum Auslaufen des Patents im Jahr 1950 wurden von Roe 777 Busse nach diesem Vorbild gebaut. 

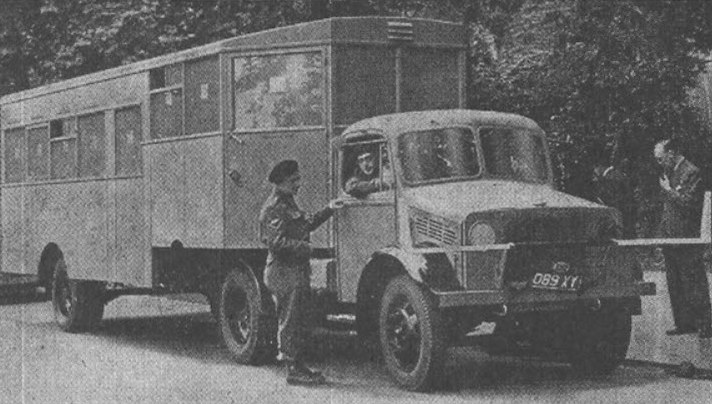
Bevin-Bus

Während des Zweiten Weltkriegs baute Roe weiterhin Karosserien für Kraft- und Omnibusse, aber auch Spezialaufbauten wie mobile Druckmaschinen für die Truppen auf LKW-Chassis oder Sattelauflieger mit Küchen-, Kantinen- oder Schlafsaaleinrichtungen, die bei zerstörten Fabriken verwendet wurden. Als Sattelzugmaschinen wurden Bedford-LKWs verwendet. Ähnliche Sattelauflieger mit Bussitzen wurden für den Einsatz in Rüstungsbetrieben gebaut, wo sie nach dem Arbeitsminister Ernest Bevin als Bevin-Busse bekannt wurden. Zwei von ihnen wurden nach Liverpool geliefert und kurzzeitig als Linienbusse eingesetzt, bevor sie zu mobilen Kantinen umgebaut wurden. Während des Krieges wurden 240 einstöckige 32-Sitzer auf Bedford OWB-Fahrgestellen und über 400 doppelstöckige Aufbauten auf Guy- und Daimler-Kraftbus-Fahrgestellen, sowie auf Sunbeam-Oberleitungsbus-Fahrgestellen, geliefert. Die meisten Doppeldecker hatten das von Leyland entwickelte Lowbridge Layout, bei dem im Oberdeck der an der linken Wand entlang verlaufende Gang abgesenkt war, sodass der Fußboden in den unteren Stock hineinragte. Dadurch konnte die Gesamthöhe des Fahrzeugs verringert werden, sodass der Bus auch auf Strecken mit höhenbeschränkten Durchfahrten eingesetzt werden konnte.
Im Jahr 1945 stieg das nominale Aktienkapital auf 108.000 Pfund und der Wert des Werks auf 98.000 Pfund. Bereits 1939 traten English Electric und Metro Cammell Weymann an Roe heran zwecks eines Zusammenschlusses oder einer Übernahme des Unternehmens, auch Mumford aus Lydney n Gloucestershire interessierte sich für Roe, aber alle Gespräche waren erfolglos. Erst 1947 erwarb Park Royal Vehicles eine Mehrheitsbeteiligung an Charels H. Roe Ltd. Im Vorstand von Roe nahmen drei Direktoren von Park Royal Einsitz und Charles H. Roe trat in den Vorstand von Park Royal ein. Zwei Jahre später wurde Park Royal von Associated Commercial Vehicles übernommen, der damaligen Muttergesellschaft von AEC, Crossley und Maudslay.

### Charles H. Roe Ltd.unter ACV
Obwohl ACV drei Fahrgestellhersteller und drei Karosseriebaufirmen besaß, versuchte das Unternehmen nicht, den Kunden die Hände zu binden. Eine gewisse Rationalisierung fand schon früh statt, indem alle Aufträge für Park-Royal-Karosserien in Teakholz-Metall-Bauweise an Roe übertragen wurden und Karosserien mit Stahlrahmen entweder von Park Royal oder von Roe unter Verwendung von Park-Royal-Rahmen gebaut wurden. Mitte der 1950er Jahre hatten alle Metallrahmen-Karosserien von ACV, unabhängig vom Karosseriebauer, eine Park Royal-Form.
Das Spitzenmodell der Teakholz-Metall-Karosseriebaureihe von Roe wurde jedoch ausschließlich auf dem AEC Regent III gebaut; es handelte sich um die Pullman-Karosserie, welche das einzige Roe-Modell bleiben sollte, das einen Namen trug. Das Vorbild war ein Bus für Leeds, der auf der Commercial Motor Show 1937 in London gezeigt wurde. Seine Bauweise hatte Einfluss auf die Gestaltung des RT1 von London Transport, der zwei Jahre später mit ähnlicher Konstruktion und ähnlichem Grundriss erschien. Dieser war das Vorserienmodell für die AEC Regent III RT-Doppeldeckerbusse, die jahrzehntelang das Straßenbild Londons prägen sollten.
Trolleybusse wurden weiterhin auf Sunbeam/Karrier-, Crossley- oder BUT-Fahrgestellen gefertigt. Am bemerkenswertesten waren die Coronation genannten Busse, die auf Sunbeam MF2B-Fahrgestellen für Kingston upon Hull Corporation Transport gebaut wurden. Sie verfügten über einen Einstieg am vorderen Überhang und einen mittigen Ausstieg; zwei Treppen führten in den oberen Stock. Weil die Wagen für einmännige Bedienung vorgesehen waren, waren sie mit einer mit Retrievern ausgerüstet waren.

Nach dem Nachkriegsboom übernahm Roe zahlreiche Reparatur-, Umbau- und Modernisierungsarbeiten und richtete zu diesem Zweck eine dafür spezialisierte Werkstatt ein. Plymouth ließ bei Roe die gesamte über 100 Busse zählende Guy Arab-Flotte überholen. Midland Red, eine Busgesellschaft in den Midlands, ließ anfangs der 1950er-Jahre 455 Busse um einen halben Meter verlängern, sodass eine zusätzliche Reihe Sitzplätze eingebaut werden konnte.

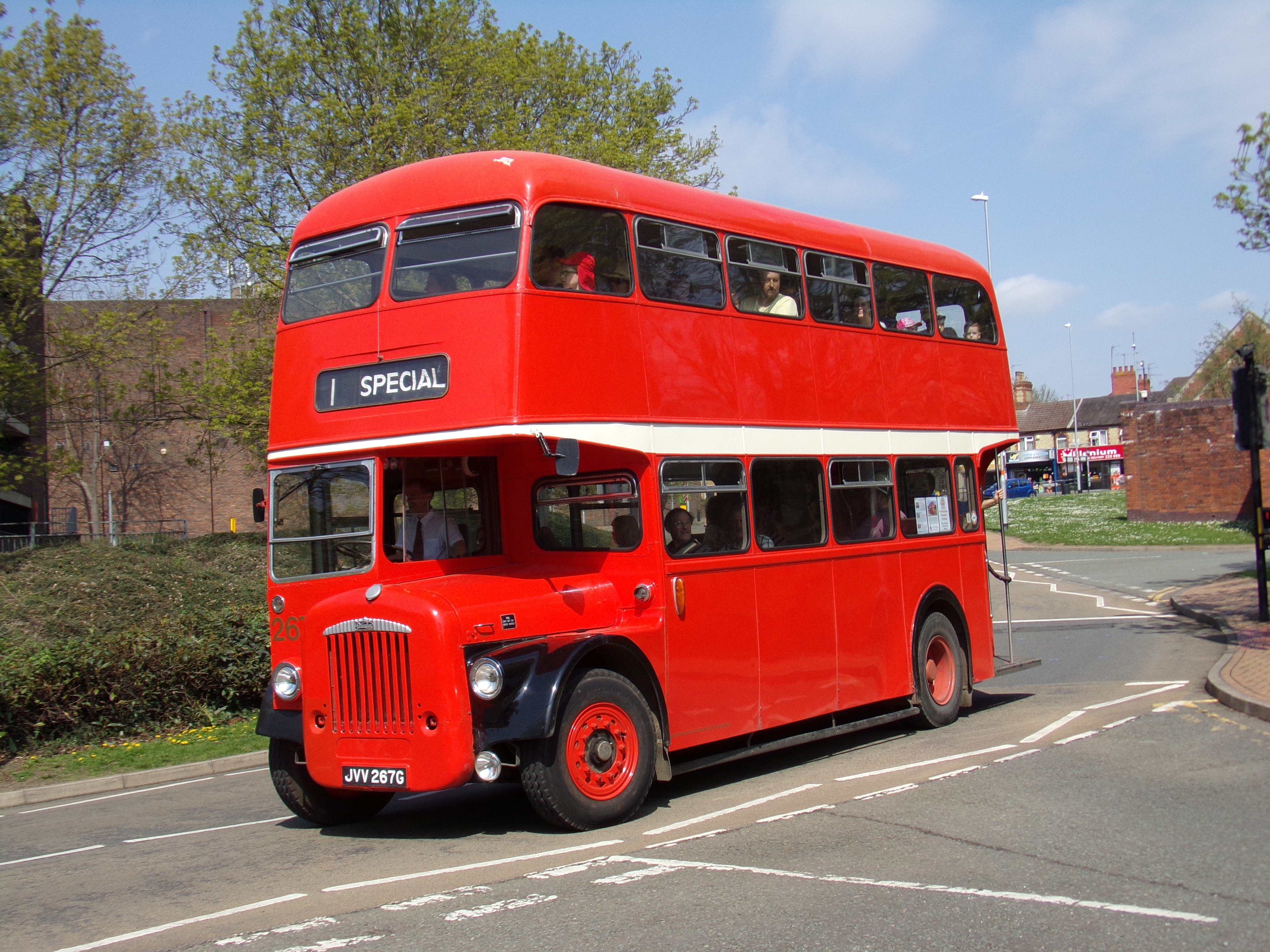
Erhaltener CVG6-Bus aus Northampton. Letzte Serie, die in Teakholz-Metall-Bauweise hergestellt wurde.

In den 1950er-Jahren führte Roe eine Reisebus-Karosserie für den AEC Reliance ein. Diese Busse waren als Roe Dalesman bekannt und wurde von 1953 bis 1959 auf Lager gebaut. Sie wurden meist über Bushändler an kleine selbstständige Unternehmen verkauft. Zu den größeren Betreibern gehörten West Riding Automobile Company und Black and White Motorways. An Spezialaufträgen wurden zwei einstöckige Straßenbahnen für Leeds, ein Schirmbildbus für die Tuberkulosebekämpfung, sowie Lastwagen mit Mannschaftskabine für die Polizei von Uganda gebaut.
Die Karosserie in Teakholz-Metall-Bauweise wurde nach dem Krieg überarbeitet und erhielt eine neue patentierte auf halber Höhe verlaufene Gurtschiene. Die Verkleidung der Teakholzstruktur erfolgte nun mit Stahlblech. 1957 erreichten die Doppeldecker-Busse in Teakholz-Metall-Bauweise ihre Endform. Die Teakholzstruktur reichte bis zur Decke des unteren Stocks, darüber war ein tragender Aluminiumrahmen für die Karosserie des Oberdecks angeordnet. Diese Bauart wurde bis 1968 weiter hergestellt, wobei hauptsächlich Daimler-Fahrgestelle mit Halbkabinen zum Einsatz kamen. Die letzte Serie wurde für die Northampton Corporation auf CVG6-Chassis gebaut.

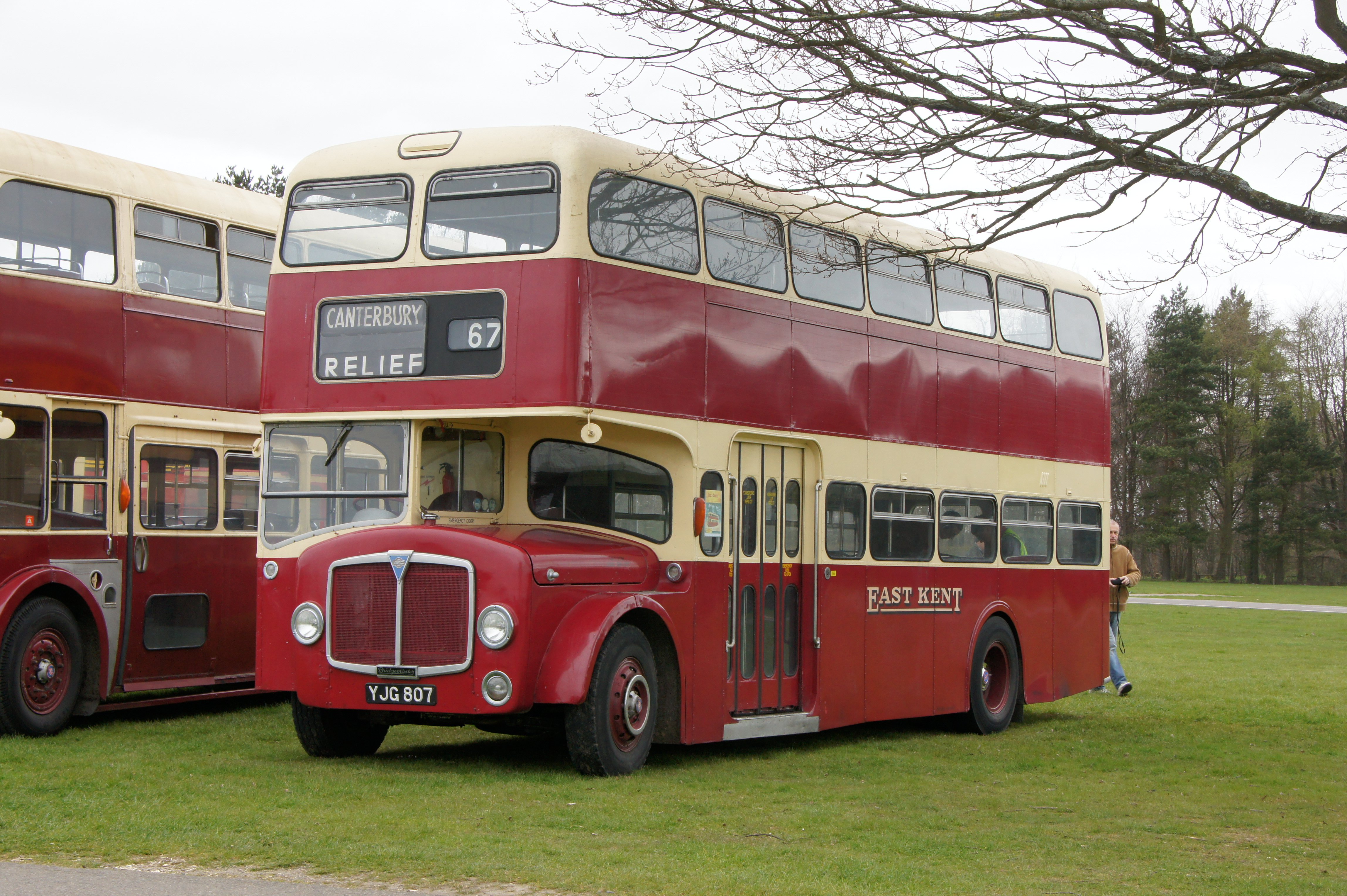
AEC Bridgemaster mit Stahlrahmenaufbau

Park Royal beugte sich dem Druck der British Electric Traction (BET), ein Betreiber mehrerer regionaler Busnetzwerke, und ersetzte der Mitte der 1950er-Jahre entwickelte Aluminiumrahmen-Aufbau durch eine Stahlrahmenkonstruktion mit sehr kantigen Konturen. Sie wurde zunächst für die Serienversion des AEC Bridgemaster mit selbsttragender Karosserie verwendet, erschien aber bald auf alle anderen Park Royal- und Roe-Doppeldeckerbussen.
Stahlrahmenaufbauten nach dem neuen Entwurf wurden auf eine breite Palette von Doppeldecker-Fahrgestellen montiert. Eine große Serie wurde für BET auf dem Leyland-Atlantean-Chassis gebaut – ein erstes Modell mit Heckmotor, das in einer großen Serie gefertigt wurde. Es wurden 1960 an Trent Motor Traction, Devon General und an Northern General Transport geliefert. Diese Busse sahen nicht nur unansehnlich aus, sondern waren auch für ihre Korrosionsanfälligkeit berüchtigt.
Roe fertigte aber auch Aufbauten für konventionelle Chassis mit Frontmotor, die sowohl mit Front- wie auch mit Heckeinstieg zu haben waren. Für die Swindon Corporation wurde das Daimler CVG6-Chassis verwendet, Yorkshire Traction und Stratford Blue Motors verwendeten Leyland-Tiger-Chassis von älteren Bussen.

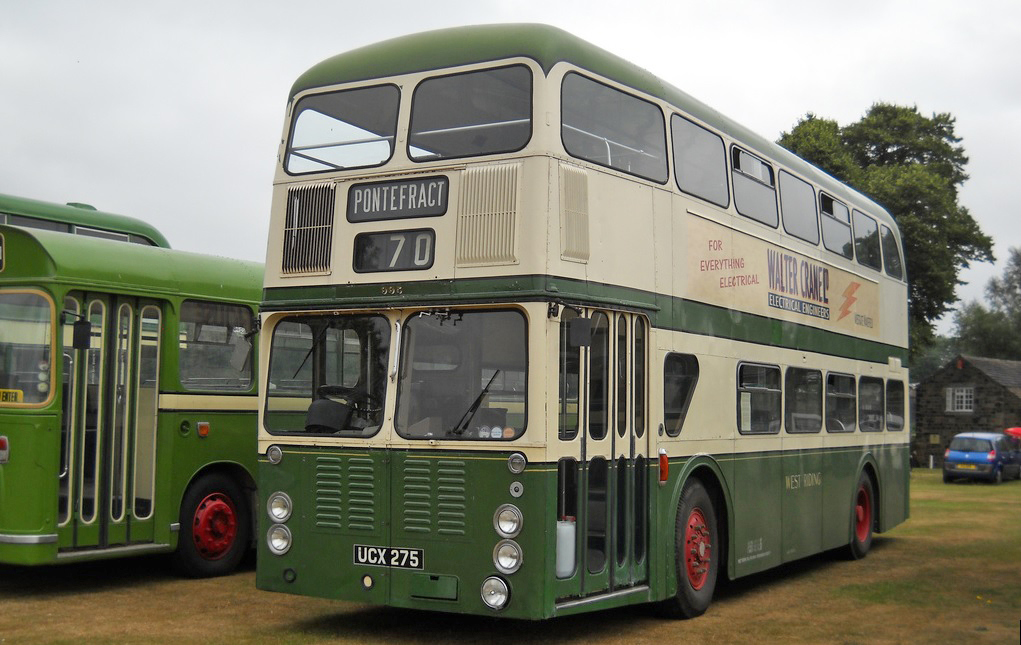
Guy Wulfrunian

Das Unternehmen baute die Karosserie für den Guy Wulfrunian. Dieser erstmals 1958 an der Commercial Motor Show gezeigte Bus war ein Exot unter den Doppeldeckerbussen. Er kombinierte einen Frontmotor mit einem Fronteinstieg, was eher ungewöhnlich war. Weitere Neuerungen waren die Luftfederung, die Scheibenbremsen und die Einzelradaufhängung der Vorderräder. Anstelle des Frontkühlers wurden zwei Cave-Browne-Cave-Wärmetauscher an der Vorderseite des Oberdecks verwendet, welche neben der Motorkühlung auch die Heizung und Belüftung der Fahrgasträume übernahm. Die Wulfrunian-Karosserie war niedriger gebaut, weil das Fahrgestell als Niederflurbus mit stufenlosem Einstieg und Mittelgang auf beiden Decks konzipiert war. Der Bus war kein Erfolg. Es waren viele neue unerprobte Systeme verbaut, die den Bus unzuverlässig machten, wobei meist bei den Bremsen und die Luftfederung Probleme auftraten.
Zu den weiteren Kuriositäten zu Beginn der 1960er-Jahre gehörten einstöckige Busse auf Fahrgestellen von AEC Regen V-Doppeldeckern. Die meisten dieser Busse wurden für South Wales Transport gebaut, und zwar für eine Strecke mit einer sehr niedrigen Eisenbahnbrücke in Llanelli, unter der gewöhnliche einstöckige Busse mit Unterflurmotor nicht eingesetzt werden konnten, weil sie zu hoch waren.

### Charles H. Roe Ltd.unter LMC und THC
Der ursprüngliche Entwurf der Karosserie für Doppeldecker mit Heckmotor wurde als unbefriedigend angesehen, weshalb Sunderland für ihre von 1962 bis 1966 gebauten Daimler Fleetline eine stark überarbeitete Version erhielt. Sie zeichnete sich im Oberdeck vorne durch das schutenartige Dach und hinten durch eine rückwärts geneigte Heckscheibe aus, ähnlich wie sie im zeitgenössischen Ford Anglia 105E verbaut war. Great Yarmouth spezifizierte stattdessen doppelt gekrümmte Windschutzscheiben im Alexander-Design für ihre Atlanteans und für die letzten drei Daimler Freeline-Eindecker.
An der Commercial Motor Show von 1964 zeigte Roe den ersten Aufbau für die seit 1961 neu zugelassene Fahrzeuglänge von 36 Fuß (11 m). Die Karosserie war auf einem Leyland Panther für Kingston upon Hull aufgesetzt. Roe fertigte von 1967 bis 1972 mehrere Versionen dieses Aufbaus für Leeds auf dem ähnlichen AEC Swift und baute auch Standee Single Decks auf Daimler Roadliner und Fleetline für Darlington und auf Seddon Pennine RU für Doncaster. Die Standee Singel Decks waren Busse mit nur wenigen Sitzplätzen, sodass die freie Bodenfläche größer wurde und damit mehr Stehplatzfahrgäste befördert werden konnten.

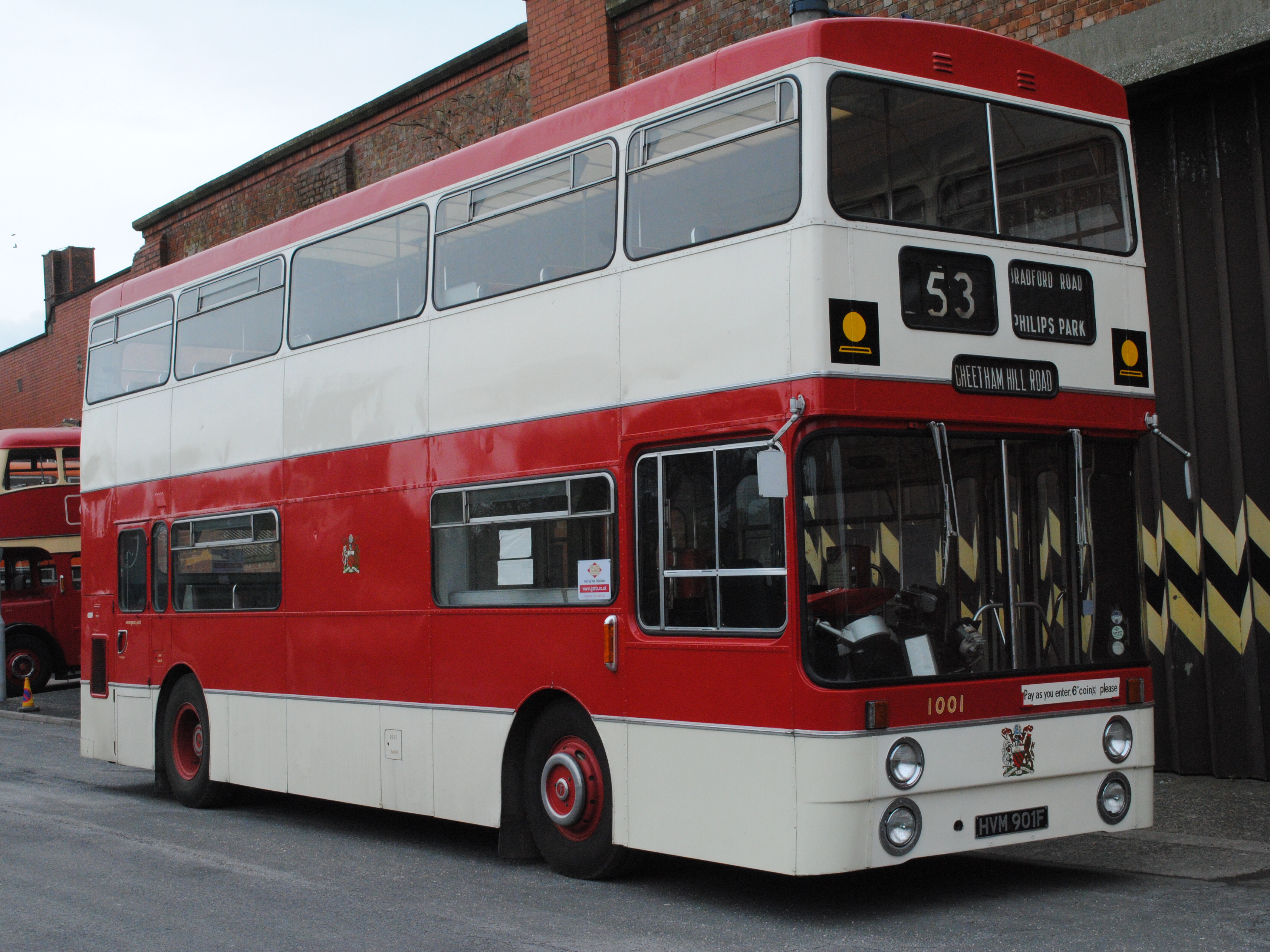
Mancunian der Manchester Corporation

Neben dem verlängerten Aufbau zeigte Roe an der Ausstellung von 1964 auch ein Doppeldeckerbus für Leeds, der ähnlich denjenigen für Great Yarmouth gestaltet war. Leeds überarbeitete das Modell in den nächsten Jahren kontinuierlich, 1966 wurde sie von 30 Fuß 10 Zoll (9,4 m)auf 33 Fuß (10 m)verlängert, beide Decks hatten doppelt gekrümmte Scheiben und die Seitenverglasung wurde zur Panoramaverglasung mit doppelt breiten Fenstern. Im Jahr 1968 kam eine Front mit einer geraden an den Seiten abgewinkelter Windschutzscheibe hinzu. Weitere Neuerungen waren ein Armaturenbrett aus glasfaserverstärktem Kunststoff, ein zusätzlicher Ausgang in der Mitte und eine eckige Heckpartie. Damit ähnelte das Erscheinungsbild dem Modell der Oldham Corporation, das seit 1965 mit konventioneller Seitenverglasung auf Atlantean-Fahrgestellen mit normalem Radstand geliefert wurde. Das Leeds-Design wurde bis 1975 gebaut, wobei einige wenige Busse an unabhängige Betreiber in England und Schottland geliefert wurden. Die Leeds- und Oldham-Modelle führten wiederum zur Park Royal-Roe-Standardausführung, für die von 1969 bis 1981 gebauten Atlantean- und Fleetline-Chassis. Diese hatte eine höhere Frontscheibe und breitere Säulenabstände als das vorherige Standardmodell, war aber kürzer als die Modelle für Leeds oder die Mancunians der Manchester Corporation, die Roe 1972 baute. Dieser Auftrag sollte ursprünglich 1970 von East Lancashire Coachbuilders ausgeführt werden, wurde aber an Park Royal weitergegeben, nachdem ein Feuer das Werk zerstört hatte.
Das Standardmodell wurde von West Yorkshire Passenger Transport Executive (WYPTE) und vielen weiteren städtischen Betrieben angeschafft. Außerdem wurde der AN68 Atlantean ab 1972 der zweitwichtigsten Doppeldecker der National Bus Company. Er wurde meist bei Betreibern eingesetzt, die bereits Leyland-Flotten hatten wie Ribble Motor Services, Northern General und Southdown Motor Services, aber auch bei London Country, die über 300 Stück beschaffte, als Standard-Doppeldeckerbus eingesetzt.

### Charles H. Roe Ltd.unter BMH
In den 1970er-Jahren stellte Leyland die Produktion von Fahrgestellen für einstöckige Busse weitgehend ein und begann die Fertigung von Leyland National-Bussen. Dieses Modell mit selbsttragender Karosserie wurde in einer speziell dafür ausgelegten Fabrik in Workington gebaut.
In den Jahren 1981 und 1982 fertigte Roe die Aufbauten für sechs 18 Meter lange Gelenkbusse für British Airways. Die Chassis mit Unterflurmotor stammten von Leyland-DAB, die Aufbauten wurden aus Teilen von Leyland National-Bussen hergestellt. Die Gelenkbusse verfügten über fünf Ein- und Ausstiegstüren, wovon zwei auf der Straßenseite angeordnet waren. Sie wurden als Vorfeldbusse auf dem Flughafen London Heathrow eingesetzt.

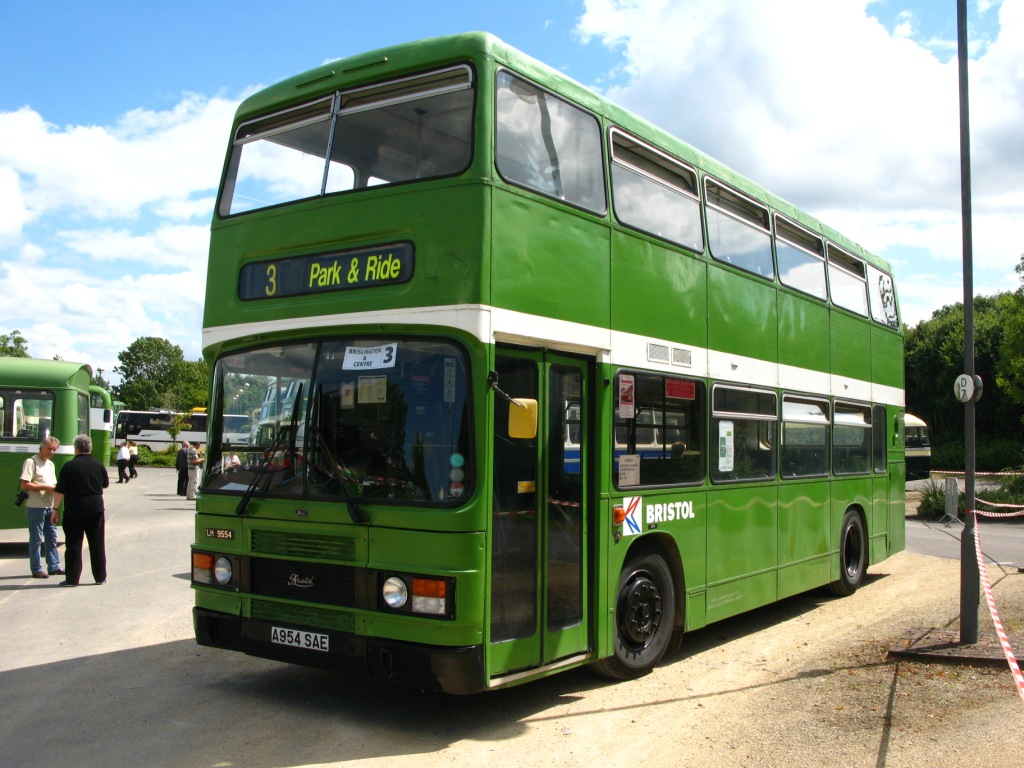
Leyland Olympian mit High-Bridge-Karosserie von Roe

1981 war ein Spitzenjahr für Roe, indem 182 Karosserien gebaut wurden, womit erstmals die Produktionszahlen von 1966 übertroffen wurden. Die Fertigung der Standardkarosserie für den Fleetline und den Atlantean wurde 1981 eingestellt, denn der Fleetline wurde durch den Integralbus Leyland Titan, der wenig erfolgreich war. Der Antriebsstrang wurde später im Chassisbus Leyland Olympian weiter verwendet, für den Roe die Karosserie für das High-Bridge-Modell baute. Nachdem 1981 der Karosseriebau bei Park Royal geschlossen worden war, wurden die Karosserien für die Olympian-Busse bei Roe gebaut. Im Werk entstanden bis zur Schließung 299 Busse. Die meisten gingen an West Yorkshire PTE, an die NBC-Tochtergesellschaften Bristol Omnibus Company und London Country, eine Serie ging auch an die Strathclyde PTE und ein einziges Fahrzeug an den Scottish Arts Council, der es als fahrende Kunstgalerie nutzte.
Ein weiterer Grund, weshalb 1981 ein Rekordjahr wurde, war die auslaufende Bezuschussung von bis zu 50 % für Busse, die für den Einmannbetrieb eingerichtet waren. Um den Rückgang der Busverkäufe aufzufangen, setzte Leyland Bus auf ein Fahrzeug für den überörtlichen Busverkehrs, der mit dem Transport Act 1980 dereguliert worden war und zu boomen begann. Dabei entstand der Roe Doyen auf einem Royal-Tiger-Chassis, wobei das Chassis in direkter Konkurrenz zum Volvo B10M stand. Die Produktion lief nur zögerlich an, was nicht zuletzt an der übermäßig zentralistischen Produktionsführung durch Leyland und an den starren Spezifikationen der Karosserie lag, die anfänglich nicht alle Wünsche von anspruchsvolleren Kunden erfüllen konnten. Im Jahr 1983, dem Jahr der Markteinführung, wurden nur zehn komplette Royal Tiger Doyens in Dienst gestellt, weitere 13 Chassis wurden an Van Hool in Belgien und Plaxton in Scarborough geliefert, welche die Fahrgestelle mit Standardkarosserien versahen. 1983 wurde die Produktion der Chassis nach Workington verlagert und 22 Reisebusse sowie 86 Olympian-Busse bei Roe hergestellt, bevor 1984 die Fertigung eingestellt wurde.